# Bernardo degli Uberti
Bernardo degli Uberti (Firenze, 1060 – Parma, 4 dicembre 1133) è stato un cardinale e vescovo cattolico italiano. Di nobile famiglia fiorentina, era stato un monaco benedettino della congregazione vallombrosana (della quale fu anche abate generale); fu creato cardinale da papa Pasquale II e fu vescovo di Parma dal 1106 alla morte. È stato proclamato santo nel 1139.

## Biografia

### La scelta della via religiosa
Era figlio di Bruno e Ligarda (forse parente del cardinale Pietro Aldobrandini), nascendo così da una delle più illustri famiglie fiorentine dell'epoca, gli Uberti.
Rimase presto orfano di padre e si ritrovò erede del cospicuo patrimonio di famiglia, ma preferì rinunciarvi: decise infatti di abbracciare la vita religiosa, ma in un momento particolarmente delicato per la storia della Chiesa, quello che va dalla morte in esilio di papa Gregorio VII (1085) al concordato di Worms (1122), quello che vide i momenti di massima tensione tra papato e impero per la lotta per le investiture.
Nel 1085, pare dopo una visione, entrò quindi come monaco nell'abbazia di San Salvi della congregazione vallombrosana dell'Ordine di San Benedetto, uno di quelli che stava partecipando più attivamente al grande moto di riforma monastica ed ecclesiastica voluto da papa Gregorio VII: nel 1089 venne eletto abate di San Salvi, poi abate generale della congregazione (1099), distinguendosi sempre per la sua fedeltà alla sede apostolica.

### Il cardinalato
Venne innalzato al cardinalato da papa Urbano II nel 1099 e ottenne il titolo di cardinale-diacono, ma la diaconia non è nota: il pontefice morì poco dopo la celebrazione del concistoro e il suo successore, Pasquale II, lo nominò legato pontificio per l'Alta Italia.
L'incarico era difficile: la maggioranza delle autorità civili e religiose di quelle regioni, riconosceva la legittimità dell'antipapa Clemente III, sostenuto dall'imperatore Enrico IV. Facevano eccezione la gran contessa Matilde di Canossa e il monastero di San Benedetto di Polirone.
A quest'epoca risale un miracolo che viene attribuito a Bernardo: scoppiato un gravissimo incendio nella città di Forlì, nella quale egli era giunto nel corso della sua missione, la popolazione non era in grado di spegnerlo, anche per il forte vento; Bernardo, interpellato, si mise in preghiera, dopo di che il vento cessò e il fuoco si spense. La gratitudine dei cittadini fu tanta che la città decise di affidare ai Vallombrosani l'abazia di San Mercuriale.
Essendo vacante la sede episcopale parmense, in occasione della festa dell'Assunta (titolare della cattedrale) del 1104, Bernardo si offrì di celebrare gli offici in quella città, che diede i natali ai vescovi Cadalo e Guiberto (rispettivamente antipapi con i nomi di Onorio II e Clemente III) e il cui clero era sempre stato ostile alla riforma gregoriana. Pare che nell'omelia avesse attaccato aspramente l'imperatore, comunque le sue parole suscitarono l'ira delle autorità cittadine che insorsero e imprigionarono il cardinale, che venne liberato solo grazie alle pressioni di Matilde.
Ma solo due anni dopo una delegazione di cittadini parmigiani si recò dal pontefice richiedendogli la nomina a vescovo di Bernardo: Pasquale II si recò a Parma nel novembre del 1106 per riconsacrare la cattedrale e ordinare vescovo Bernardo. Concesse anche alla diocesi il privilegio dell'immediata soggezione alla Santa Sede.
Negli anni successivi, il cardinale si fece anche mediatore tra il papa e il nuovo imperatore, Enrico V, che stava seguendo la politica di intransigenza del suo predecessore nella nomina dei vescovi: rifiutò comunque il suo appoggio all'antipapa Gregorio VIII, insediato dall'imperatore. Forse prese parte agli incontri che, essendo rimasto Enrico V privo dell'appoggio dei vescovi e della nobiltà di Germania, portarono nel 1122 al concordato di Worms con il nuovo pontefice, Gelasio II.
Bernardo degli Uberti morì a Parma nel 1133 e venne sepolto nella chiesa di San Francesco del Prato. Il 3 ottobre 2021, in occasione della riconsacrazione della chiesa, durante il rito presieduto dal Vescovo di Parma Enrico Solmi, le sue reliquie sono state poste al di sotto del suo nuovo altare marmoreo.

## Il culto
La pietà popolare iniziò ad attribuire all'intercessione di Bernardo numerosi prodigi già subito dopo la sua morte: secondo la consuetudine dell'epoca, fu il suo successore sulla cattedra di Parma, il vescovo Lanfranco, a procedere alla sua canonizzazione mediante l'elevatio solenne delle reliquie, solo sei anni dopo la sua morte (il 3 dicembre 1139).
Compatrono della città di Parma e Patrono della diocesi, è venerato dai vallombrosani come padre fondatore, insieme a Benedetto da Norcia e a Giovanni Gualberto.
La memoria liturgica ricorre il 4 dicembre.